# Slightly Dangerous
Slightly Dangerous és una pel·lícula estatunidenca de Wesley Ruggles, estrenada el 1943.

## Argument
Interpreta una cambrera amb pocs diners que decideix fer un viatge a Nova York per fer-se la cirurgia estètica. Allà, cau per una escala i pateix amnèsia. Quan desperta, es reinventa i, junt amb una banda de personatges que treballen per la mateixa causa, esdevé una soltera adinerada. Robert Young és el seu anterior cap, disposat a posar un final a la xarada. Amb el seu art seductor, és potser la millor de totes les pel·lícules de Lana Torner.

## Box office
Segons dades de la MGM el film va guanyar 1.579.000 dòlars als EUA i Canadà i 672.000 arreu el món, resultant un benefici de 4,776 milions de dòlars

## Repartiment
- Lana Turner: Peggy Evans/Carol Burden
- Robert Young: Bob Stuart
- Walter Brennan: Cornelius Burden
- Dame May Whitty: Baba
- Eugene Pallette: Durstin
- Alan Mowbray: Cavaller anglès
- Florence Bates: La Sra. Amanda Roanoke-Brooke
- Howard Freeman: M. Quill
- Millard Mitchell: Baldwin
- Ward Bond: Jimmy
- Pamela Blake: Mitzi
- Ray Collins: Snodgrass
- Paul Stanton: Stanhope
- O.K. Ford: L'aficionat de música
- Ann Doran (no surt als crèdits): Una venedora